# Нью-Палестин
Нью-Палестин (англ. New Palestine) — город в США, расположен почти в центе штата Индиана, в округе Ханкок. Нью-Палестин был основан в 1838 году.

## Демография
По данным переписи населения 2010 года в Нью-Палестин проживало 2 055 человек.

## Известные уроженцы и жители
- Анжела Арендс — американский предприниматель, старший вице-президент по розничной и интернет торговле Apple Inc., бывший генеральный директор британской компании Burberry (2006—2014).